# جيفري فورد (مونتير)
جيفري فورد (بالإنجليزية: Jeffrey Ford)‏ هو مونتير أمريكي، ولد في 16 فبراير 1968 في نوفاتو في الولايات المتحدة.

## وصلات خارجية
- جيفري فورد على موقع IMDb (الإنجليزية)
- جيفري فورد على موقع ألو سيني (الفرنسية)
- جيفري فورد على موقع أول موفي (الإنجليزية)
- جيفري فورد على موقع قاعدة بيانات الأفلام السويدية (السويدية)
- جيفري فورد على موقع قاعدة بيانات الفيلم (الإنجليزية)
- جيفري فورد على موقع كينوبويسك (الروسية)